# 美少女萬華鏡 -神明所創造的少女們-
《美少女萬華鏡 -神明所創造的少女們-》，下稱《神明所創造的少女們》，是ωstar在2015年3月27日發售的戀愛冒險類型日本成人遊戲，亦是《美少女万华镜》系列的第3部作品。Android版於2017年12月1日公開。
《神明所創造的少女們》擁有多條劇情分支路線，每條路線皆有一系列預先設定的場景和人物互動。其主要聚焦於兩名女主角跟玩家角色的互動，並刻畫了角色之間的性行為。整個故事以主角神城龍之介的視角作切入點。他是個科學家，並創造出兩台能夠跟自己生活的機械人亞璃子和燈露椎。
《神明所創造的少女們》的銷量在開售後隨即登上成人遊戲雜誌《PCpress》的日本全國美少女遊戲銷量排行榜第3位；日本美少女遊戲暨動漫相關商品銷售網站Getchu屋的最暢銷遊戲排行榜第3位，在該站亦被票選為2015年3月第2佳的美少女遊戲。之後亦贏得了2015年度萌系遊戲大賞的「低價獎」金獎。

## 遊戲系統

《美少女萬華鏡 -神明所創造的少女們-》的遊玩介面，圖中女主角燈露椎正在跟神城龍之介對話

《神明所創造的少女們》採取戀愛冒險的遊玩方式，玩家所扮演的是本作的男主角神城龍之介。基本上玩家在遊玩的時候都需閱覽屏幕上所顯示的文本和聆聽遊戲發出的聲音，用以了解故事情節和人物之間的對話。該些文字會與人物拼合圖和背景一同出现，用以表示龍之介跟誰對話。玩家會在故事中遇見代替背景和人物拼合圖的计算机图形。《神明所創造的少女們》擁有多條劇情分支路線，每條路線的结局皆有所不同。玩家的選擇會影響之後的劇情路線，從而影響結局。
本作角色之間的關係亦帶有一定性意味。有關場景包括口交、乳交、性交。玩家在某些預設的段落中須選擇行為選項。對話框的下一段文本在做出選擇前並不能夠顯示。玩家必須反覆載入選項頁面並選擇不同的選項，才能夠觀覽存於不同路線的劇情。《神明所創造的少女們》擁有多個結局。

## 情節

### 設定
在本篇劇情開始前，故事中的人類發明了不同的機械人，並把他們當作工具使用。人類之後跟希望改善自身待遇的機械人爆發了一場戰爭。他們於是放出能夠殺死機械人的病毒，不過該些病毒對人類也有效，致使大多人類死去，文明也跟着倒退。男主角神城龍之介則是個多年後被機械人養育的科學家，並一直居住在舊世界的機械人研究所「高塔」當中。他在成年後找到一條人煙稀少的村子，那裡由神父負責管理。他在村子經常光顧某間由老闆娘莉莉負責營運的酒館，並希望以己之力，幫助人類重獲繁榮。於是他便把在沙漠種植定為研究焦點。

### 故事概要
龍之介在故事開始時為了緩解孤獨感，而創造了兩台女僕機械人亞璃子和燈露椎。亞璃子是個傲嬌，她雖有著美少女般的外表，但一開始卻想殺死龍之介，並不斷反抗他。燈露椎則是個冷嬌，她有着美麗的外表，平日較不从臉上表露出自己的感情。這兩台機械人除了負責照顧龍之介的起居之外，還兼顧排解孤獨感、滿足他的性慾等功能。
隨着故事發展，主角對兩台機械人的態度開始轉變——不再把她們當作工具，而是當作家人看待。亞璃子則因此在他面前坦率起來，不再對之起殺機。在某一天，龍之介決定在不被村人發現她們是機械人的情況下，把她們帶到村子裡參觀，並前往酒館飲酒。兩台機械人隨即發現酒館的老闆娘莉莉對龍之介抱有好感，於是便決定在回到塔後對龍之介表白。龍之介則礙於她們是機械人的現實，而陷入苦惱，決定回到酒館借酒消愁。莉莉在此時亦向龍之介表白。之後的劇情会隨著玩家的選項而出現變化——依劇情可分為亞璃子與燈露椎線、亞璃子線、燈露椎線、莉莉線。亞璃子與燈露椎線以龍之介同時對她們倆表白，然後一起成為戀人為結尾。而在莉莉線中，主角跟莉莉成了戀人，不過卻在高塔起火時未能救上兩台機械人。
在亞璃子線和燈露椎線中，龍之介跟其中一台機械人成了戀人關係，並跟另外一台维持着同居关系。他之後在帶同兩台機械人出去村子的時候，意外讓人得知她們不是人類。神父為此指責她們倆是危害人類的惡魔，並於不知道會殺死人類的情況下，放出在過去戰爭中曾使用的病毒，令村民死去。亞璃子和燈露椎則因塔內擁有解毒劑而得救，不過村民卻來到高塔，以燒掉「惡魔」之名放火。這令龍之介決定衝進火場，救回仍在接受治療的機械人，自己則因此而被燒傷，需要接受植皮。不過他的種植研究同時亦略顯成果，於是他便繼續跟機械人過活。

## 開發
《神明所創造的少女們》由ωstar負責開發。它的劇本由撰寫，八寶備仁則負責策劃和描畫原畫。背景音樂由秋山裕和及むにょっ共同擔當。由系列第一部伊始便一直採用的片尾曲則由獻唱。由於製作團隊需要以更多的筆墨去交代故事背景和構思設定，所以它的製作時間比以往的長。為了在製作《神明所創造的少女們》時不令作品的熱潮退卻，所以製作團隊決定在中間以一個月的時間製作外傳《致曾經是少女的你》，並以低價推出市面。
八寶備在回顧整個《美少女万华镜》系列時表示，《神明所創造的少女們》為此一系列首部採用雙女主角的作品。即使這能提高售價，但他卻認為雙女主角不利於整個系列發展，令製作工序拖長，故之後就沒再採用雙女主角設定。在製作過程中，製作團隊決定把遊戲中部分動畫外包給第三方製作者去製作。由於第三方製作者的需要，故他們在此作中為馬車等加上了不少在遊戲中沒敘述的設定。劇本則為他們在把遊戲做完後才開始構思，並把描寫的重點放在「主角的孤獨感」上。
他們在設計《神明所創造的少女們》的亞璃子和燈露椎時，會以視覺效果的優劣來決定兩個角色的髮色等細節。他們參考了暢銷美少女遊戲的人設，來設計亞璃子這名角色。由於亞璃子的髮色為金色，故在考慮視覺效果的情況下，燈露椎的髮色則为與之有着明顯对比的黑色。

## 宣傳發行
《神明所創造的少女們》原定在2015年1月30日開售，不過後來因為製作進度問題而延期到2月27日。之後又因為同樣理由而延期到3月27日。在宣佈第二次延期的當天（2月4日），它公佈了本作的聲優名單，並宣佈預約者將會獲贈本作畫師所繪製的插圖紙。3月18日，ωstar宣佈本作已下線，並為此在官網上發表一張紀念插畫。PC光碟版於3月27日發行，同時相容Windows Vista/7/8。下載版在5月29日公開。Android版則於2017年12月1日經DMM發售。
廠商推出了幾款與亞璃子相關的人偶。A+在2017年公佈它將會發售兩款亞璃子的女僕裝模型，各以白色和紅色作衣服主調。Rocket Boy在同年亦宣佈它會推出亞璃子的女僕裝模型。

## 評價
根據成人遊戲雜誌《PCpress》的統計，在2015年3月，《神明所創造的少女們》的銷量於日本全國美少女遊戲中排第3位——此一排名為初回版和通常版兩者的銷量合計後所得出的結果。若把兩者分開計算，初回版的銷量當月排在第4位，通常版則為第13位。《PCpress》把此一銷量歸功於八寶備的插畫。它在4月的日本國內銷量亦排在第12位。5月時跌至27位。本作在Amazon的2014年至2015年「成人電腦軟件排名獎」（ランキング大賞「アダルトPCソフト」）中亦奪得首位。在成人遊戲雜誌執筆的佐藤（偽名）同樣認為，價格和八寶備的名氣都是這部作品能夠暢賣的因素。
《神明所創造的少女們》在日本美少女遊戲暨動漫相關商品銷售網站Getchu屋的2015年3月最暢銷遊戲排行榜上排行第3位。4月時亦躋身於排行榜的19位。在2015年上半年度，它是該站第13暢銷的美少女遊戲。到了2015年全年銷售量排名則是第23位。
《神明所創造的少女們》在Getchu屋亦被票選為2015年3月第2佳的美少女遊戲。它在該站的2015年美少女遊戲大獎中，獲得綜合部門第18位；圖像部門第7位；色情部門首位。它還贏得了2015年度萌系遊戲大賞的「低價獎」金獎，並於年間排名獲得第50名。《PC press》的前總編津田清和在評論這部作品獲獎一事時表示，這部作品的计算机图形（CG）數量和系統皆令人「認為這是一部全價作」，並對它的動畫表示好評。

## 外部連結
- 官方网站 （日語）
- 《美少女萬華鏡 -神明所創造的少女們-》在視覺小說數據庫的頁面 （英文）